# Volksbank Mosbach
Die Volksbank eG Mosbach war eine Genossenschaftsbank mit dem Hauptsitz in Mosbach. Im Jahr 2023 fusionierte sie zusammen mit der Raiffeisenbank Eichenbühl und Umgebung eG sowie der Volksbank Main-Tauber eG zur Ihre Volksbank Neckar Odenwald Main Tauber eG.

## Geschichte

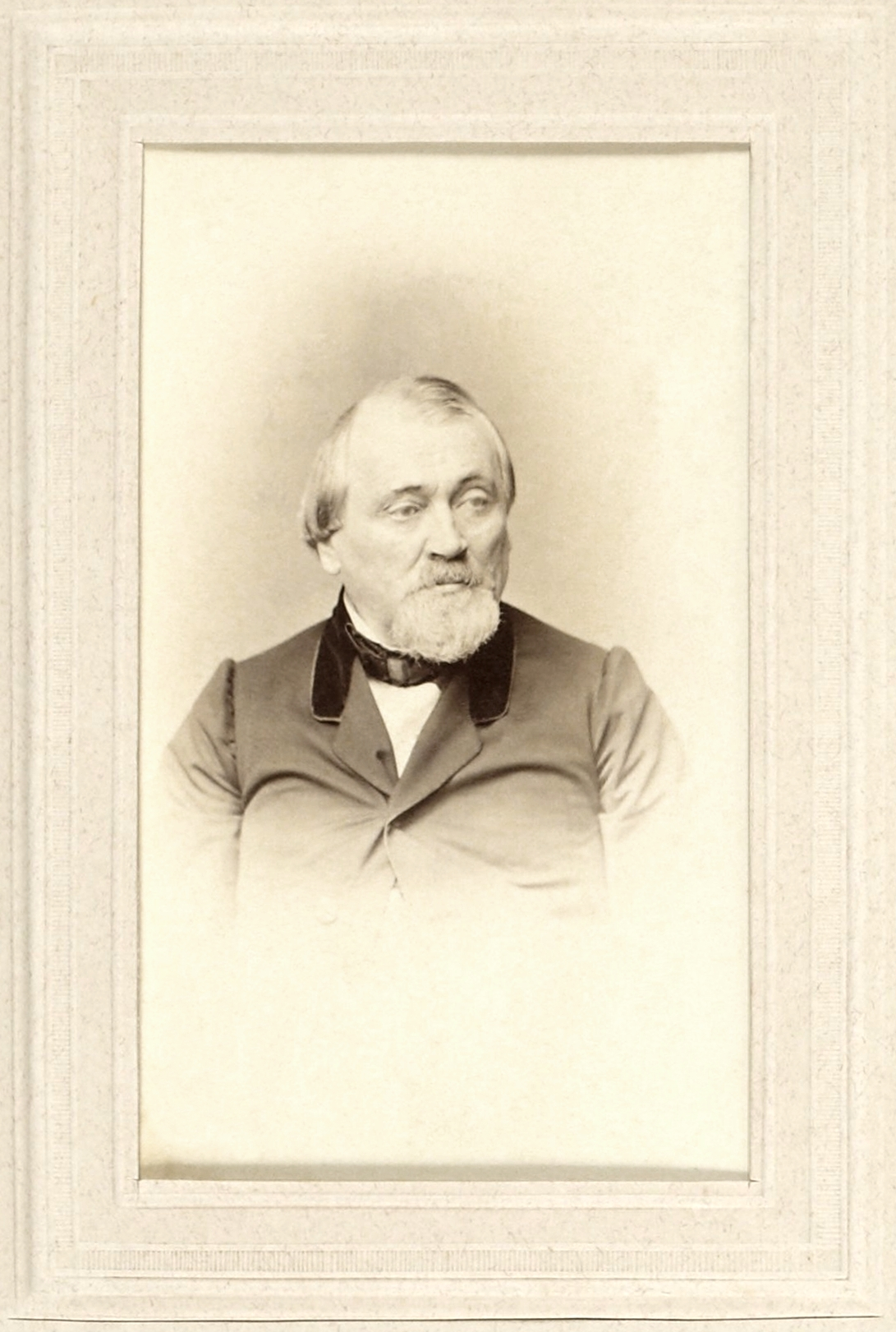
Hermann Schulze-Delitzsch, Gründer der ersten Vorschussvereine

Im Jahre 1867 konstituierten sich der Verband der oberbadischen und der Verband der unterbadischen Genossenschaften. Zur Beschaffung von Geld für Investitionen kämpfte Adam Steiner (1837–1882) Verwalter der örtlichen Stift-Schaffnei, in Mosbach für einen „Vorschussverein“ nach einer Idee, die auf Hermann Schulze-Delitzsch zurückgeht. Am 14. März 1869 erschien der Gründungsaufruf und bereits am 11. April 1869 konnten bei der ersten Generalversammlung 171 Mitglieder vorgewiesen werden. 1870 konnten 420 Mitglieder mit einer Bilanzsumme von 65.000 Gulden genannt werden. Die Aufwärtsentwicklung erreichte im Jahr 1914 den vorläufigen Höhepunkt mit 3817 Mitgliedern. Der Erste Weltkrieg, die Inflation 1923/24 und die Weltwirtschaftskrise hatten negative Auswirkungen auf die Entwicklung der im gleichen Jahr umbenannten Vereinsbank. Nach mehreren Fusionen wurden die Vorschussvereine und die Vereinsbanken in Volksbanken umbenannt, so auch in Mosbach.
Ein geplanter Neubau sollte die 1952 herrschenden Kapazitätsengpässe überwinden. Die neuen Räumlichkeiten wurden 1956 bezogen. Eine Aufwärtsentwicklung in den 50er und 60er Jahren ließ die Zahl der Mitglieder auf 2126 und die Bilanzsumme auf 27.017 Mio. DM wachsen. 1971 fusionierte die Spar- und Kreditbank Aglasterhausen mit der Spar- und Kreditbank Mosbach. 1972 schlossen sich die Raiffeisenkasse Guttenbach und die Raiffeisenwarengenossenschaft Michelbach der Spar- und Kreditbank Mosbach an. Im selben Jahr schlossen sich die Spar- und Kreditbank Mosbach mit der Volksbank Mosbach zur Spar- und Kreditbank – Volksbank – Mosbach zusammen. 1973 trat die Raiffeisenkasse Schwarzach bei. 1974 erfolgte die endgültige Umfirmierung zu Volksbank eG Mosbach.
Die Fusionswelle endete mit dem Beitritt der Raiffeisen-Warengenossenschaft Fahrenbach, der Raiffeisen-Milchgenossenschaft Haßmersheim und der Raiffeisenbank Allfeld in den Jahren 1977 bis 1981. Mit all diesen Fusionen wuchs auch der Platzbedarf. An die Stelle zweier Altbauten trat ein neues Gebäude im klassizistischen Stil. Am 22. April 1985 konnte das neue Bankgebäude in der Hauptstraße 16 bezogen werden. 1996 wurde das „Steiner Haus“ hinter dem Gebäude der Hauptstraße 16 neu gebaut. Im Jahr 2000 wurden die Fusionen mit dem Beitritt der Raiffeisenbank Schefflenz-Seckach eG abgeschlossen.
Auf Initiative der Volksbank Mosbach wurde 2002 die Bürgerstiftung für die Region Mosbach gegründet. Ihr gemeinnütziger Zweck ist die Förderung sozialer, karitativer, bildungsfördernder und kultureller Projekte.
Von 2007 bis 2013 gewann die Volksbank eG Mosbach jeweils im 2-Jahres-Rhythmus einen Victor Award. 2007 und 2009 belegte die Volksbank Mosbach den 1. Platz in der Kategorie „Strategie“. 2011 und 2013 wurde sie mit dem Gesamtsieg des Victor-Awards als „Bank des Jahres“ im deutschsprachigen Raum ausgezeichnet. 2013 gewann die Bank zudem noch in der Kategorie „Strategie“.
Im Jahr 2011 wurde gemeinsam mit der der Volksbank Franken und der Volksbank Main-Tauber die Energiegenossenschaft Energie + Umwelt eG Neckar-Odenwald-Main-Tauber gegründet.
2016 erweiterte die Volksbank Mosbach ihr Angebot um das Geschäftsfeld „Private Banking“.
Im Jubiläumsjahr 2019 baute die Bank ihre Hauptfiliale in Mosbach um. Das technisch ausgebaute und modernisierte Finanzzentrum Mosbach wurde dann im Dezember 2019 eingeweiht.

## Geschäftsgebiet
Die Volksbank Mosbach hat ihre Hauptstelle in Mosbach. Filialen befinden sich in:
- Aglasterhausen
- Billigheim
- Fahrenbach
- Haßmersheim
- Neckarelz
- Oberschefflenz
- Obrigheim
- Sulzbach
- Seckach
- Unterschefflenz
- Volksbank Shop im Kaufland Mosbach